# Salts al Campionat del Món de natació de 2015 – 3 metres trampolí sincronitzat femení
La prova de 3 metres trampolí sincronitzat es va celebrar el 25 de juliol de 2015 a Kazan, Rússia. Tant la preliminar com la final es va disputar el mateix dia 25.

## Resultats
La preliminar es va disputar a les 10:00. La final es va celebrar a les 19:30
   *   Classificades
| Posició | País            | Saltadores                          | Preliminar | Preliminar | Final  | Final   |
| Posició | País            | Saltadores                          | Punts      | Posició    | Punts  | Posició |
| ------- | --------------- | ----------------------------------- | ---------- | ---------- | ------ | ------- |
| 1       | R.P. de la Xina | Shi Tingmao Wu Minxia               | 312.90     | 1          | 351.30 | 1       |
| 2       | Canadà          | Jennifer Abel Pamela Ware           | 302.01     | 2          | 319.47 | 2       |
| 3       | Austràlia       | Samantha Mills Esther Qin           | 291.90     | 3          | 304.20 | 3       |
| 4       | Ucraïna         | Anastasiia Nedobiga Viktoriya Kesar | 281.49     | 6          | 302.85 | 4       |
| 5       | Itàlia          | Tania Cagnotto Francesca Dallapé    | 280.77     | 7          | 302.43 | 5       |
| 6       | Rússia          | Nadezhda Bazhina Kristina Ilinykh   | 282.60     | 5          | 297.30 | 6       |
| 7       | Mèxic           | Arantxa Chávez Melany Hernández     | 273.93     | 10         | 296.19 | 7       |
| 8       | Malàisia        | Ng Yan Yee Nur Dhabitah Sabri       | 274.11     | 9          | 294.66 | 8       |
| 9       | Estats Units    | Abigail Johnston Laura Ryan         | 275.40     | 8          | 292.50 | 9       |
| 10      | Regne Unit      | Alicia Blagg Rebecca Gallantree     | 287.40     | 4          | 286.86 | 10      |
| 11      | Alemanya        | Tina Punzel Nora Subschinski        | 265.50     | 12         | 278.40 | 11      |
| 12      | Països Baixos   | Uschi Freitag Inge Jansen           | 273.60     | 11         | 276.90 | 12      |
| 13      | Corea del Sud   | Kim Su-ji Kim Na-mi                 | 252.66     | 13         |        |         |
| 14      | Puerto Rico     | Jeniffer Fernández Luisa Jiménez    | 249.24     | 14         |        |         |
| 15      | Sud-àfrica      | Nicole Gillis Julia Vincent         | 237.93     | 15         |        |         |
| 16      | Finlàndia       | Taina Karvonen Iira Laatunen        | 230.88     | 16         |        |         |
| 17      | Hongria         | Flóra Gondos Villő Kormos           | 229.92     | 17         |        |         |
| 18      | Brasil          | Tammy Takagi Juliana Veloso         | 228.87     | 18         |        |         |
| 19      | Croàcia         | Maja Borić Marcela Marić            | 223.89     | 19         |        |         |